# Grace Mouat
Grace Elizabeth Mouat (12 maggio 1996) è un'attrice e podcast britannica. È meglio conosciuta per aver fatto parte del musical Six, come cover di Giulietta (Juliet) in & Juliet , Ella in Cenerentola di Rodgers e Hammerstein (all'Hope Mill Theatre) e più recentemente per il ruolo di Izzy in The Great British Bake Off Musical .

## Biografia
Mouat è di Camberley, Surrey. Si è formata alla scuola di recitazione Guildford School of Acting, diplomandosi nel 2018 con un Bachelor of Arts in Teatro Musicale. È stata scelta per il ruolo di Six durante il suo terzo e ultimo anno di formazione.

### Recitazione
Grace Mouat debutta nel West End a Londra con il musical Six, dove era swing (sostituta per i sei ruoli). Dal 2019 al 2022, interpreta Judith e è la cover di Giulietta (Juliet) Capuleti nel JukeBox musical di Max Martin & Juliet. Il musical debutta a Manchester (2019, Opera House) per poi trasferirsi allo Shaftesbury Theatre del West End di Londra. Grace è nominata per un Mousetrap Award nel 2020 nella categoria "Saved the day", come cover di Giulietta.
Durante la pandemia, Grace ha preso parte a una versione concerto del musical Hair, diretto da Arlene Phillips, al Turbine Theatre di Battersea. Nel luglio 2021 interpreta Chloe nel musical Be More Chill, allo Shaftesbury Theatre.
Mouat ha poi interpretato Pilar nel revival del 2022 del musical Legally Blonde al Regent Park Open Air Theatre di Londra, diretto da Lucy Moss. Sempre nel 2022 Mouat è stata scelta per il ruolo principale di Ella nella prima europea del musical Cenerentola di Rodgers e Hammerstein all'Hope Mill Theatre di Manchester.
Nel 2023 interpreta il ruolo di Izzy nella versione del West End di The Great British Bake Off Musical, al Noël Coward Theatre.
Grace ha anche interpretato il personaggio di Lucy nel workshop del musical tratto dal film 30 anni in un secondo, al Battersea Arts Centre, insieme a Lucie Jones nel ruolo di Jenna e Jamie Muscato in quello di Matt.
Nel 2024 Mouat interpretera' Karen nel musical Mean Girls nel West End di Londra.

### Musica
Grace fa parte del gruppo tutto femminile SVN, insieme al cast originale di Six, Jarnéia Richard-Noel (Jaye'J), Millie O'Connell, Natalie Paris, Alexia McIntosh (Lexi), Aimie Atkinson e Maiya Quansah-Breed.
Nel 2021 il gruppo ha lanciato il primo singolo "Stars". Il secondo singolo "Woman" (2022) è incentrato sull'emancipazione femminile.

## Discografia
| Anno | Titolo  | Artista | Ref    |
| ---- | ------- | ------- | ------ |
| 2021 | "Queen" | SVN     | [ 23 ] |
| 2021 | "Stars" | SVN     |        |
| 2022 | "Woman" | SVN     | [ 24 ] |
| 2022 | "Free"  | SVN     | [ 25 ] |
| 2022 | "Boss"  | SVN     | [ 26 ] |

### Vlog
Dal luglio 2023 Mouat intervista star del West End, artisti musicali, vlogger e personaggi televisivi nel suo podcast, "Cut to the Grace". Tra i suoi ospiti Alice Fearn, Oliver Tompsett, Kerry Ellis e Louise Dearman.

## Teatro
- Spring Awakening, Leicester Curve (2006) - Fräulein Knuppeldick[28]
- Six, tour nazionale e Arts Theatre (2018-2019) - Swing
- & Juliet, Shaftesbury Theatre (2019-2022) - Judith e cover Giulietta (Juliet)
- Hair il Musical: In Concerto[29], Turbine theatre, London Palladium (2021)
- Be More Chill, Shaftesbury Theatre (2021) - Chloe Valentine
- Legally Blonde, Regent's Park, Open Air Theatre (2022) - Pilar
- Cenerentola di Rodgers e Hammerstein, Hope Mill Theatre (Manchester) (2022) - Ella
- The Great British Bake Off Musical, Noël Coward Theatre (2023) - Izzy
- White Christmas (Bianco Natale), Sheffield Crucible (2023-2024) - Betty
- Mean Girls, Savoy Theatre (2024) - Karen Smith